# Dadonville
Dadonville is een gemeente in het Franse departement Loiret (regio Centre-Val de Loire). De plaats maakt deel uit van het arrondissement Pithiviers. Dadonville telde op 1 januari 2022 2.363 inwoners.

## Geografie
De oppervlakte van Dadonville bedroeg op 1 januari 2022 18,21 vierkante kilometer; de bevolkingsdichtheid was toen 129,8 inwoners per km².

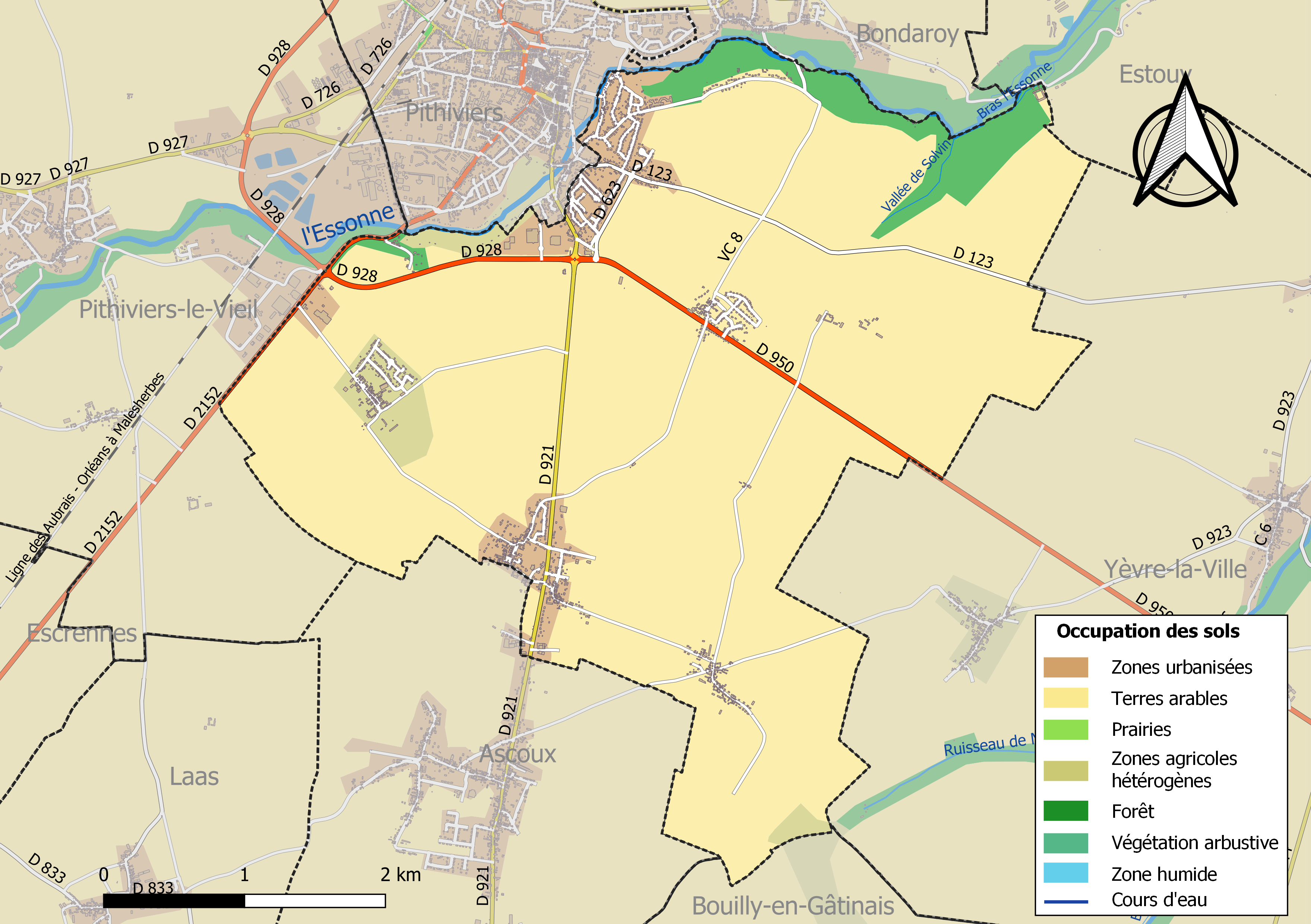
Kaart van de gemeente met de belangrijkste infrastructuur, bodemgebruik en omliggende gemeenten

## Demografie
Onderstaande figuur toont het verloop van het inwonertal (bron: INSEE-tellingen).